# Emilia Bassano
Emília Bassano (gener de 1569 - 3 d'abril de 1645) era una poeta anglesa, d'ascendència veneciana per part de pare. Fou la primera dona anglesa a declarar-se poeta professional gràcies a la publicació de la seua única obra, el poemari Salvi Deus, Rex Iudaeorum, publicat el 1611, una obra mestra considerada per molts crítics una de les primeres obres feministes de la literatura britànica. Així mateix, Emilia és una potencial candidata a ser la Dark Lady de l'obra poètica de Shakespeare.

Els nou poemes que introdueixen el seu llibre de poemes Salvi Deus Rex Judaeorum (1611) estan dedicats a dones de l'època, com ara la reina Anna, la princesa Isabel, i la seua protectora, la comtessa de Cumberland.